# 国際結晶成長機構
国際結晶成長機構(英文名称:the International Organization for Crystal Growth(IOCG))は結晶成長分野の各国の学会の国際的な連合体である。日本からは日本結晶成長学会(JACG)が参画している。

## 概要
沿革
1948年にトランジスタが発明されて以来、電子工学での半導体固体素子の利用機運と重要性が増していた。
しかしその他の分野も含めて結晶成長に関する学術的な検討の場は別の学会において分科したテーマの一部として分散しており、総合的に情報が集まる場が存在しない状況だった。
結晶成長に関する研究会は各国単位で散発的に開催されているに過ぎなかった。
このような状況の下、Michael Schieberが結晶成長に関係する事項で研究開発を進める科学者が集まる議論の場として国際結晶成長機構(the International Organization for Crystal Growth(IOCG))を設立する構想を米国結晶成長学会(AACG)のニュースレターに寄稿した。それは理論から製造技術に至る利用の流れと、半導体から生物系まで広い範囲の物質を包含する構想だった。
1966年6月20日から24日の日程で第1回の研究会がアメリカ合衆国マサチューセッツ州ボストンで開催され、当機構が発足した。
また研究論文誌の発行が検討され、the Journal of Crystal Growthとして刊行されることになった。
the Journal of Crystal Growthは物理学、化学、冶金学、材料科学、鉱物学、生物学等広い範囲の研究者が、気相、液相、固相からの結晶成長に関して理論から実験まで包含して学術研究で情報を集積する事が予定されていた。
第1巻は1967年1月に刊行されている。
活動
当機構の活動は次の通りである。
- イベント：結晶成長に関する国際会議の開催、サマースクールの開催
- 出版：研究論文誌「the Journal of Crystal Growth」の発行
- 表彰活動[2]：
  - Frank賞：結晶成長に関する基礎的で大きな業績に対して授与される。
  - Laudise賞：結晶成長に関する技術的で大きな業績に対して授与される。
  - Schieber賞：結晶成長に関する若手研究者の特筆すべき業績に対して授与される。